# يان سفينسون
يان سفينسون (بالألمانية: Jan Svensson) (و. 1956  م) هو لاعب كرة قدم، من السويد، يلعب كلاعب وسط.

## روابط خارجية
- يان سفينسون على موقع الاتحاد الأوربي (الإنجليزية)
- يان سفينسون على موقع قاعدة بيانات كرة القدم.إي يو (الإنجليزية)
- يان سفينسون على موقع ناشيونال فوتبول تيمز (الإنجليزية)
- يان سفينسون على موقع Soccerway.com (الإنجليزية)